# Thessalonikis internationella flygplats
Thessalonikis internationella flygplats "Makedonien" (IATA: SKG, ICAO: LGTS) (grekiska: Διεθνής Αερολιμένας Θεσσαλονίκης "Μακεδονία") är en internationell flygplats som ligger ca 16 kilometer sydöst om centrala Thessaloniki i Grekland.
Det är den tredje mest trafikerade flygplatsen i Grekland efter Aten och Heraklion och trafikerades av över 6 miljoner passagerare år 2016. Omkring 30 flygbolag trafikerar flygplatsen, bland annat många charterbolag som använder flygplatsen för resor till badorter i Chalkidike.

## Flygbolag och destinationer
| Flygbolag                                      | Destinationer |
| ---------------------------------------------- | --- |
| Aegean Airlines                                | Aten, Chania, Düsseldorf, Frankfurt, Heraklion, Kalamata, Korfu, Larnaca, Moskva-Domodedovo [börjar 29 april], München, Mytilene, Paris-Charles de Gaulle [börjar 2 Juni], Rhodos, Stuttgart Säsong: Kos, Tel Aviv |
| Air Moldova                                    | Säsong & Charter: Chiṣinău |
| Alitalia                                       | Rom-Fiumicino |
| Austrian Airlines                              | Wien |
| Austrian Airlines (utförs av Tyrolean Airways) | Säsong: Wien |
| Astra Airlines                                 | Paphos, Chios Charter: Barcelona, Kiev, Tel Aviv |
| British Airways                                | London-Gatwick |
| Cimber Sterling                                | Säsong: Köpenhamn |
| Cyprus Airways                                 | Larnaca, Paphos |
| EasyJet                                        | Basel-Mulhouse, Berlin-Schönefeld, Dortmund, London-Gatwick, Milan-Malpensa Seasonal: Paris-Charles de Gaulle [börjar 8 juli]                                                                                      |
| Germania                                       | Säsong: München [börjar 12 juni], Nuremberg [börjar 31 juli] |
| Germanwings                                    | Köln/Bonn, Stuttgart |
| Air Serbia                                     | Belgrad |
| Jetairfly                                      | Säsong: Bryssel |
| Ryanair                                        | Bryssel-Charleroi, Frankfurt-Hahn, London-Stansted, Milano-Bergamo [börjar 4 maj], Oslo-Rygge, Rom-Ciampino [börjar 5 maj], Stockholm-Skavsta                                                                      |
| Sky Express (Greece)                           | Ikaria, Kos, Limnos, Skyros |
| Smart Wings                                    | Säsong: Brno, Prag |
| Swiss International Air Lines                  | Genève, Zürich |
| TAROM                                          | Bucharest-Henri Coandă |
| Thomas Cook Airlines                           | Säsong: London-Gatwick, Manchester |
| Thomson Airways                                | Säsong: East Midlands, London-Gatwick, London-Luton, Manchester, Newcastle upon Tyne |
| Turkish Airlines                               | Istanbul-Ataturk [börjar 27 maj] |